# Agnes von Hessen († 1335)
Agnes von Hessen (* 1277; † 1335) war eine landgräfliche Prinzessin aus dem Haus Hessen und Gemahlin des Burggrafen Johann I. von Nürnberg.

## Leben
Agnes war eine Tochter des Landgrafen Heinrich I. von Hessen, dem Begründer des hessischen Fürstenhauses, und dessen Ehefrau Mechthild von Kleve. 1297 heiratete sie den Burggrafen Johann I. von Nürnberg. Dieser starb bereits 1300 und die Ehe blieb kinderlos. Agnes zog zurück nach Marburg und lebte dort im Deutschordenshaus bei der Elisabethkirche.
Nach dem Tod ihrer Eltern im Jahre 1309 wurde sie Sachwalterin ihres jüngeren Bruders Ludwig, Bischof von Münster. Nach der Erbauseinandersetzung im Hause Hessen im Jahre 1311 übertrug diesem sein älterer Halbbruder Otto die lebenslange Nutzung der Burg und der Stadt Marburg, verbunden mit der Auflage, Agnes eine Leibzucht von 1500 Mark zu zahlen. Dies war von Bedeutung, denn als Agnes 1326  von ihrem  Schwager Friedrich IV. die Herausgabe ihres Wittums verlangte, berief sich dieser darauf und zwang Agnes zu einem Verzichtsbrief.
Agnes fand ihre letzte Ruhestätte vermutlich in der Elisabethkirche Marburg, denn sie hatte dort in den Jahren 1323/1324 mehrere Stiftungen zum Seelenheil ihrer Eltern gemacht.